# Serie A 1951 (baseball)
La Serie A 1951 è stata la 4ª edizione del torneo di primo livello del campionato italiano di baseball. 
Lo scudetto è stato conquistato dal Nettuno 1945 per la prima volta nella sua storia.

## Formula
La competizione fu strutturata su un girone unico all'italiana con gare di andata e ritorno tra le undici squadre partecipanti.

## Squadre partecipanti
| Club             | Città        | Impianto | Stagione precedente                         |
| ---------------- | ------------ | -------- | ------------------------------------------- |
| Ambrosiana       | Milano       |          | 1º girone A, 5º fase finale in Serie A 1950 |
| CUS Milano       | Milano       |          | 1º girone B, 6º fase finale in Serie A 1950 |
| Firenze          | Firenze      |          | 1º girone C, 4º fase finale in Serie A 1950 |
| Lazio            | Roma         |          | 3º girone D in Serie A 1950                 |
| Libertas Bologna | Bologna      |          | 2º girone C, 3º fase finale in Serie A 1950 |
| Libertas Inter   | Milano       |          | 2º girone B, 7º fase finale in Serie A 1950 |
| Libertas Roma    | Roma         |          | 1º girone D, 1º fase finale in Serie A 1950 |
| Monza            | Monza (MI)   |          | 3º girone A in Serie A 1950                 |
| Nettuno 1945     | Nettuno (RM) |          | 2º girone D, 2º fase finale in Serie A 1950 |
| Torino           | Torino       |          | 2º girone A, 8º fase finale in Serie A 1950 |
| Trieste          | Trieste      |          | 3º girone C in Serie A 1950                 |

## Stagione

### Classifica finale
|  | Pos. | Squadra          | G  | V  | P  | PCT  | GB   |
|  | ---- | ---------------- | -- | -- | -- | ---- | ---- |
|  | 1.   | Nettuno 1945     | 18 | 17 | 1  | .944 | -    |
|  | 2.   | Libertas Roma    | 18 | 15 | 3  | .833 | 2,0  |
|  | 3.   | Lazio            | 18 | 12 | 6  | .667 | 5,0  |
|  | 4.   | Libertas Bologna | 18 | 9  | 9  | .500 | 8,0  |
|  | 5.   | Firenze          | 18 | 9  | 9  | .500 | 8,0  |
|  | 6.   | Libertas Inter   | 18 | 8  | 10 | .444 | 9,0  |
|  | 7.   | CUS Milano       | 18 | 7  | 11 | .389 | 10,0 |
|  | 8.   | Ambrosiana       | 18 | 6  | 12 | .333 | 11,0 |
|  | 9.   | Monza            | 18 | 5  | 13 | .278 | 12,0 |
|  | 10.  | Torino           | 18 | 2  | 16 | .111 | 15,0 |
|  | 11.  | Trieste          | -  | -  | -  | -    | -    |

Legenda:
      Campione d'Italia.
      Retrocesso in Serie B.